# Jorge Guajardo
Jorge Ricardo Guajardo Neira (n. San Miguel, Santiago, Chile, 9 de mayo de 1994) es un exfutbolista chileno, que jugaba en la posición de delantero. Su último club antes de retirarse fue Deportes Valdivia.

## Clubes
| Club                  | País  | Año       |
| --------------------- | ----- | --------- |
| Palestino             | Chile | 2012-2013 |
| Deportes Valdivia     | Chile | 2014      |
| Palestino             | Chile | 2014-2015 |
| Deportes Valdivia     | Chile | 2015-2016 |
| San Marcos de Arica   | Chile | 2016-2017 |
| Deportes Puerto Montt | Chile | 2017-2018 |
| Iberia                | Chile | 2018-2019 |
| Deportes Valdivia     | Chile | 2020-2021 |